# Winterville Plantation
Winterville Plantation es una plantación ubicada en el condado de Aroostook en el estado estadounidense de Maine. En el Censo de 2010 tenía una población de 224 habitantes y una densidad poblacional de 2,22 personas por km².

## Geografía
Winterville Plantation se encuentra ubicada en las coordenadas 46°58′9″N 68°37′49″O / 46.96917, -68.63028. Según la Oficina del Censo de los Estados Unidos, Winterville Plantation tiene una superficie total de 101.05 km², de la cual 92.21 km² corresponden a tierra firme y (8.74%) 8.83 km² es agua.

## Demografía
Según el censo de 2010, había 224 personas residiendo en Winterville Plantation. La densidad de población era de 2,22 hab./km². De los 224 habitantes, Winterville Plantation estaba compuesto por el 98.21% blancos, el 0% eran afroamericanos, el 0.45% eran amerindios, el 0% eran asiáticos, el 0% eran isleños del Pacífico, el 0% eran de otras razas y el 1.34% pertenecían a dos o más razas. Del total de la población el 0% eran hispanos o latinos de cualquier raza.